# Max Primorac
Max Primorac američki je političar, analitičar i konzultant hrvatskog podrijetla koji djeluje u područjima međunarodnih odnosa i razvojne politike. Trenutno obnaša funkciju visokog istraživača u „Centru Margaret Thatcher za slobodu” (Margaret Thatcher Center for Freedom) pri konzervativnoj zakladi „The Heritage Foundation”.

## Životopis
Porijeklom je iz Hercegovine. Primorac je diplomirao biologiju na koledžu „Franklin and Marshall College”, a magistrirao međunarodne odnose na Sveučilištu u Chicagu. Svoju profesionalnu karijeru započeo je kao predsjednik „Centra za civilno društvo u jugoistočnoj Europi” tijekom 1990.-ih.
U administraciji Georgea W. Busha proveo je pet godina u Državnom tajništvu kao viši savjetnik u Uredu državnog tajnika za stabilizaciju te zamjenik direktora višemilijardskog programa obnove Iraka. Dvije godine radio je u Kabulu kao viši savjetnik afganistanskoj vladi za izgradnju pokrajinskih struktura u sklopu ugovora s USAID-om.
Za vrijeme Trumpove administracije obnašao je dužnosti zamjenika administratora „Agencije za međunarodni razvoj” (USAID), vodio Ured za humanitarnu pomoć i bio viši savjetnik u Uredu za Bliski istok. Kao izaslanik potpredsjednika Mikea Pencea za Irak nadzirao je program oporavka od genocida namijenjen povratku vjerskih manjina.
Primorac je autor važnog poglavlja u „Projektu 2025”, konzervativnom planu reforme američke vlade, gdje predlaže sveobuhvatne promjene USAID-a. Njegova vizija uključuje povratak agencije njezinoj izvornoj svrsi privremene humanitarne pomoći i poticanja ekonomske samodostatnosti umjesto poticanja trajne ovisnosti.
Objavio je analizu o Bosni i Hercegovini u kojoj predlaže ukidanje Bonnskih ovlasti Visokog predstavnika i vraćanje suvereniteta domaćim institucijama. Smatra da BiH treba model tri federalne jedinice i da međunarodna zajednica pretjerano ograničava lokalnu odgovornost.
Primorac je osnivač i bivši predsjednik „Instituta za stabilizaciju i tranziciju”, neprofitne organizacije koja savjetuje vlade o postkonfliktnim strategijama. Savjetovao je globalne korporacije u telekomunikacijama, građevinarstvu, turizmu, energetici i sigurnosti. Objavljivao je u The Wall Street Journalu, National Reviewu i Foreign Policyju, a često gostuje u glavnim televizijskim i radijskim emisijama.